# Rhadinella montecristi
Rhadinella montecristi är en ormart som beskrevs av Mertens 1952. Rhadinella montecristi ingår i släktet Rhadinella och familjen snokar. Inga underarter finns listade i Catalogue of Life.
Denna orm förekommer med flera från varandra skilda populationer i Guatemala, El Salvador och Honduras. Arten lever i bergstrakter mellan 1300 och 2600 meter över havet. Den vistas i molnskogar. Individerna gömmer sig ofta i lövskiktet. Honor lägger ägg.
Beståndet hotas av skogsröjningar. IUCN listar arten som sårbar (VU).